# Alejandro Escalona
Pour les articles homonymes, voir Escalona (homonymie).
Alejandro Escalona, de son nom complet Alejandro Adrián Escalona Martínez, né le 14 août 1979 à Santiago, est un footballeur chilien qui évoluait au poste d’arrière gauche.

## Biographie

### En club
Né à Santiago, Escalona rejoint le Colo-Colo en 1995, où il termine sa formation. Il fait ses débuts professionnels en 1997, lors d'une unique apparition, remportant à cette occasion son premier titre, le Clausura 1997. La saison suivante, il dispute 16 matchs et inscrit un but, ajoutant un nouveau titre de champion à son palmarès. Il commence l’année 1999 avec Colo-Colo, mais après avoir été remarqué lors du championnat sud-américain U20 1999, il rejoint le Torino. En Italie, il ne parvient pas à reproduire ses performances passées, ne disputant que trois rencontres, et voit son équipe reléguée,.
Début juillet 2000, Escalona est sur le point de rejoindre le Napoli, mais aucun accord n’est trouvé avec le Torino. Le 12 juillet, le SL Benfica parvient à recruter Escalona, avec l'aide décisive de Cristián Uribe, qui joue un rôle important pour convaincre le joueur de 21 ans. Il fait ses débuts avec Benfica lors d’un match amical contre le Linfield, le 3 août, à l’occasion du Carlsberg Belfast Challenge. Après le match, lors d’une interview accordée à la presse portugaise, il relativise le fait d’être un inconnu au Portugal, déclarant : « Je montrerai sur le terrain ce que je vaux ».
Cependant, au cours d'une saison 2000-2001 marquée par le passage de trois entraîneurs sur le banc du Benfica, Escalona ne parvient jamais à s’imposer. Il entre en concurrence avec le jeune Diogo Luís et le Paraguayen Rojas pour le poste d’arrière gauche, et ne dispute que neuf matchs de championnat.
En janvier 2001, son agent, Pablo Tallarico, est impliqué dans un scandale de faux passeports italiens, dans lequel figurent également Uribe et Pablo Contreras. Dans un premier temps, Escalona nie toute implication ou irrégularité,, mais en mai, la Police judiciaire portugaise saisit son passeport, et son contrat avec Benfica est résilié peu après,.
Le 30 juillet 2001, Escalona signe un contrat d’un an avec le River Plate, mais ne dispute qu’un seul match de championnat sous les ordres de Manuel Pellegrini. Libéré par River Plate, il retourne au Chili en janvier 2003, en rejoignant l’Everton en seconde division (en),.
Ses bonnes performances, notamment une montée en première division, lui permettent d’obtenir un prêt au Grêmio en mars 2005. Il contribue à la victoire du Grêmio en Série B 2005 et à la remontée du club en première division, malgré une expulsion lors du match décisif, surnommé la Batalha dos Aflitos.
À l’issue de son prêt, Escalona rejoint le Náutico en décembre 2006, mais ne parvient pas à convaincre et est libéré seulement quatre mois plus tard.
En juillet 2007, il signe de nouveau avec Everton pour une durée de six mois et dispute 13 matchs au cours de la saison 2007.
Après une année 2008 sans compétition, il rejoint San Luis de Quillota en 2009, où il contribue à la montée du club en première division dès sa première saison. Il dispute 24 matchs lors de la campagne 2010 en première division, conclue par une relégation.
Lors de ses deux dernières saisons, il effectue un troisième passage à Everton, retourne à San Luis de Quillota, puis termine sa carrière au Curicó Unido en 2012,.

## Palmarès
Colo-Colo
- Primera División :
  - Vainqueur : Clausura 1997 et 1998.

 River Plate
- Primera División :
  - Vainqueur : Clausura 2002.

 Everton
- Primera B :
  - Vainqueur : 2003.

 Grêmio
- Série B :
  - Vainqueur : 2005.

- Campeonato Gaúcho :
  - Vainqueur : 2006.

 San Luis de Quillota
- Primera B :
  - Vainqueur : Clausura 2009.